# Tacot du Serein
La ligne de Laroche à L'Isle-Angely aussi appelée le tacot du Serein est une ancienne ligne de chemin de fer secondaire à voie métrique entre Laroche et L'Isle-Angely, concédée par le département de l'Yonne  à la Compagnie de chemins de fer départementaux (CFD) sous le régime des voies ferrés d'intérêt local.

## Histoire
Après la mise en place des grands réseaux ferroviaires, puis des réseaux secondaires dans la seconde moitié du XIXe siècle, la décision est prise en 1880 de développer en France des réseaux départementaux à voie étroite : les voies ferrées d'intérêt local. Le projet d'établissement d'une ligne d'intérêt local entre Laroche et l'Isle-sur-Serein est adopté par le Sénat lors de la séance du 27 décembre 1881.
Le Conseil Général de l'Yonne adopte le 14 avril 1885 le tracé définitif de la future ligne d'une longueur de 74,9 km, qui nécessitera 30 mois de travaux. C'est la Compagnie de chemins de fer départementaux, créée en 1881, qui en obtient la concession.
Le 10 octobre 1887, le préfet de l'Yonne autorise sa mise en exploitation à partir du 15 octobre 1887. Elle est inaugurée en grande pompe à Chablis en présence de M. Lax, directeur des chemins de fer, représentant le ministre des travaux publics empêché, le 6 novembre 1887.
Destinée à désenclaver la vallée du Serein, dont elle tire son surnom, la nouvelle ligne permet de relier deux lignes du P.L.M. : la prestigieuse ligne Paris - Lyon - Marseille à Laroche, et la ligne Avallon - Nuits-sous-Ravière à L'Isle-sur-Serein. Son intérêt est également économique, car elle permet de charger la production des carrières de Massangis et des cimenteries de la région, ainsi que le bois et le vin de Chablis. Le tonnage dépasse même les prévisions et il faut augmenter le nombre de wagons de marchandise.
Pendant la Première Guerre mondiale, l'armée utilise la ligne pour soutenir l'effort de guerre : transport de matériaux, bois de mine et ciment.
Mais au milieu des années 1920, elle connait le déclin des lignes locales. Tandis qu'avant 1914, la fréquentation avait atteint son maximum avec 150 000 voyageurs par an, elle ne cesse ensuite de diminuer. Le tonnage de marchandises transportées est divisé par deux entre 1913 et 1932.
Dès 1926, la compagnie CFD enregistre des déficits et, en 1932 elle envisage de remplacer le tacot par des bus, mais elle recule devant les protestations des usagers. Pour relancer la ligne, des projets sont évoqués : transformation complète avec mise à l'écartement normal, reprise par le P.L.M. ; mais ils sont abandonnés. Le conseil général décide finalement la fermeture aux voyageurs en avril 1939. 
Toutefois, la Seconde Guerre mondiale apporte un sursis. Les besoins de déplacement, notamment pour la recherche de ravitaillement, le manque d'essence qui paralyse voitures et camions, ainsi que les besoins logistiques de l'occupant contraignent le gouvernement à prendre des mesures énergiques pour relancer le trafic ferroviaire. Ainsi, des décrets tentent d'effacer les frontières technico-administratives entre les chemins de fer départementaux et la SNCF, née en 1938 du regroupement des anciens réseaux nationaux. La ligne du Serein voit sa fermeture repoussée et elle assure quotidiennement deux aller-retour voyageurs. Dotée de locotracteurs et d'autorails Billard, plus rapides et plus fiables, elle bat son record de fréquentation avec 177 000 voyageurs en 1942.
Mais dès la fin de la guerre, malgré une fréquence de trois aller-retour quotidiens, la fréquentation baisse et la route reprend le dessus. Le 27 octobre 1951, les conseillers généraux votent la fermeture de la ligne. C'est le 31 décembre 1951 que le tacot quitte Laroche pour la dernière fois.
La ligne est déferrée deux ans plus tard.

## Les gares

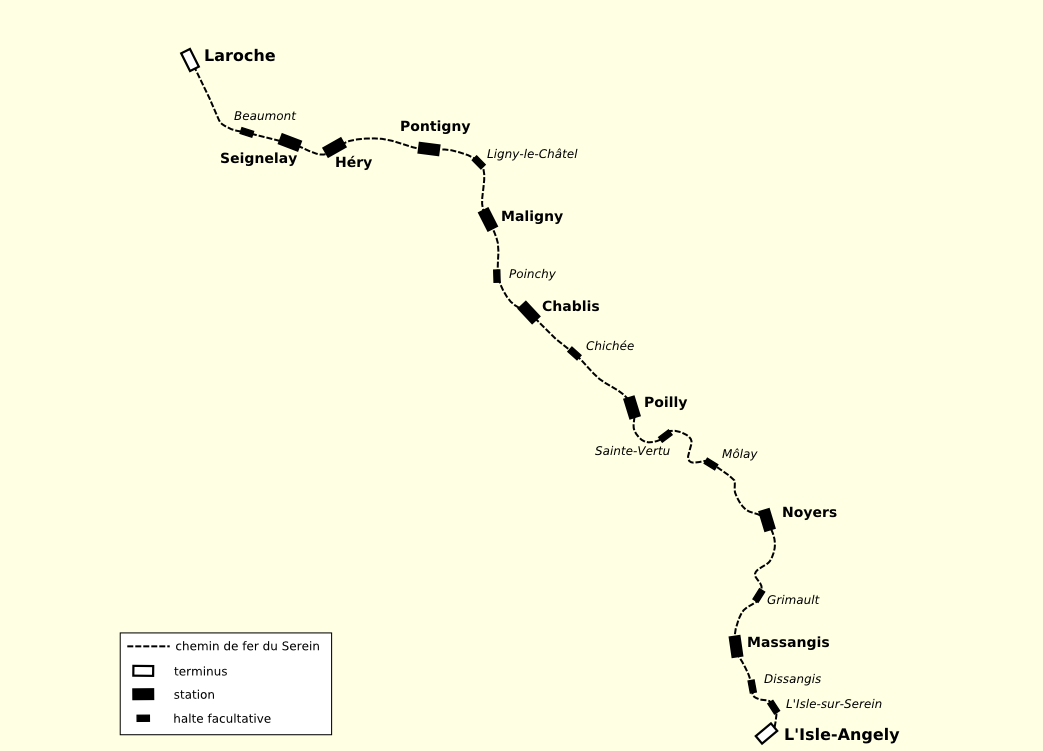
Tracé de la ligne

En 1951, il n'existait pas moins de 31 arrêts, soit en moyenne un arrêt tous les 2,4 km !
Le projet initial avait prévu la gare terminus de L'Isle - Angely, située à l'extérieur du bourg, elle permettait aux voyageurs de prendre la ligne Avallon - Nuits-sous-Ravière gérée par le PLM. Mais son éloignement amena à ouvrir une halte située dans le bourg de L'Isle-sur-Serein, aux Antes.
Le dépôt, les ateliers et les bureaux sont implantés à Chablis, situé approximativement au milieu de la ligne.
Il y avait 3 catégories de gares :
-	la station, qui comprenait un bâtiment voyageur d’1 étage avec 2 pièces en rez-de-chaussée (bureau-cuisine et salle d’attente), flanqué d’un côté, d’un appentis comprenant les WC et la lampisterie, et de l’autre côté,  d’une halle marchandise avec quai d’embarquement surélevé. Au 1er étage le logement du chef de gare.
Il y avait une double voie pour permettre le croisement de 2 trains et en prolongement de cette double voie une voie de garage pour stocker des wagons de marchandises en attente de chargement.
-	La halte, qui comprenait  un bâtiment voyageur plus petit avec une seule pièce en rez-de-chaussée (bureau et salle d’attente), accolé d’un appentis comprenant les WC  et la lampisterie. Au 1er étage le logement de l’employé.
La halte n’avait pas de halle marchandise et pas de double voie en principe. Mais certaines haltes se sont avérées plus importantes que prévu sur le plan marchandises et une double voie a été créée ensuite pour le stockage de wagons.
-	L’arrêt, qui était pourvu soit d’un abri soit d’un simple poteau indicateur de l’arrêt.
Parmi les stations, cinq étaient équipé d’un château d’eau pour alimenter les locomotives à vapeur : Laroche, Ligny-le-Châtel, Chablis, Noyers, L'Isle - Angely. 
Les gares de Laroche et l’Isle Angely, tout comme Chablis disposaient en plus d’une remise à locomotives.

## Exploitation
Au lancement de la ligne, 3 trains mixtes (voyageurs et marchandises) circulent chaque jour, ainsi que 3 à 4 trains de marchandises. Car c'est au fret que la ligne doit sa longévité. Les marchandises gagnent la gare de Laroche, important nœud ferroviaire, pour y être chargées sur des wagons du P.L.M. Quant aux marchandises les plus lourdes, tels les blocs de pierre de Massangis, ils sont transbordés à Laroche sur des péniches qui peuvent alors descendre l'Yonne puis la Seine jusqu'à Paris ou même au Havre.

## Matériel roulant
Les trains de voyageurs étaient constitués d'une locomotive à vapeur tender pour la traction, à laquelle on accrochait selon le trafic, des voitures mixtes 1re et 2e classes, ainsi que des voitures 3e classe, et enfin un fourgon à bagages parfois surmonté d'une vigie. 
En ce qui concerne le trafic marchandises, il était assuré par divers types de wagons, en fonction de la nature des marchandises transportées. 
Les trains de voyageurs étaient généralement complétés par des wagons marchandises
Avec les locomotives à vapeur, il fallait de 3h à 3h30 pour parcourir les 75 km qui séparent l'Isle de Laroche.
Les locomotives diesel permettent ensuite de réduire le temps de trajet à 2h.

### Le matériel moteur
- Locomotives type 031t type Yonne (1887), construites par la Société Anonyme des Ateliers Saint-Léonard à Liège et les Fonderies du Hainault.

puis à partir de janvier 1940
- Autorail Billard A 80 D
- Autorail Billard A 150 D2 double, articulé
- 2 Locotracteurs diesel encore en activité sur des lignes touristiques : le CFD Montmirail BA11[9] et le CFD Montmirail BA12[10].

## Chemin de fer touristique

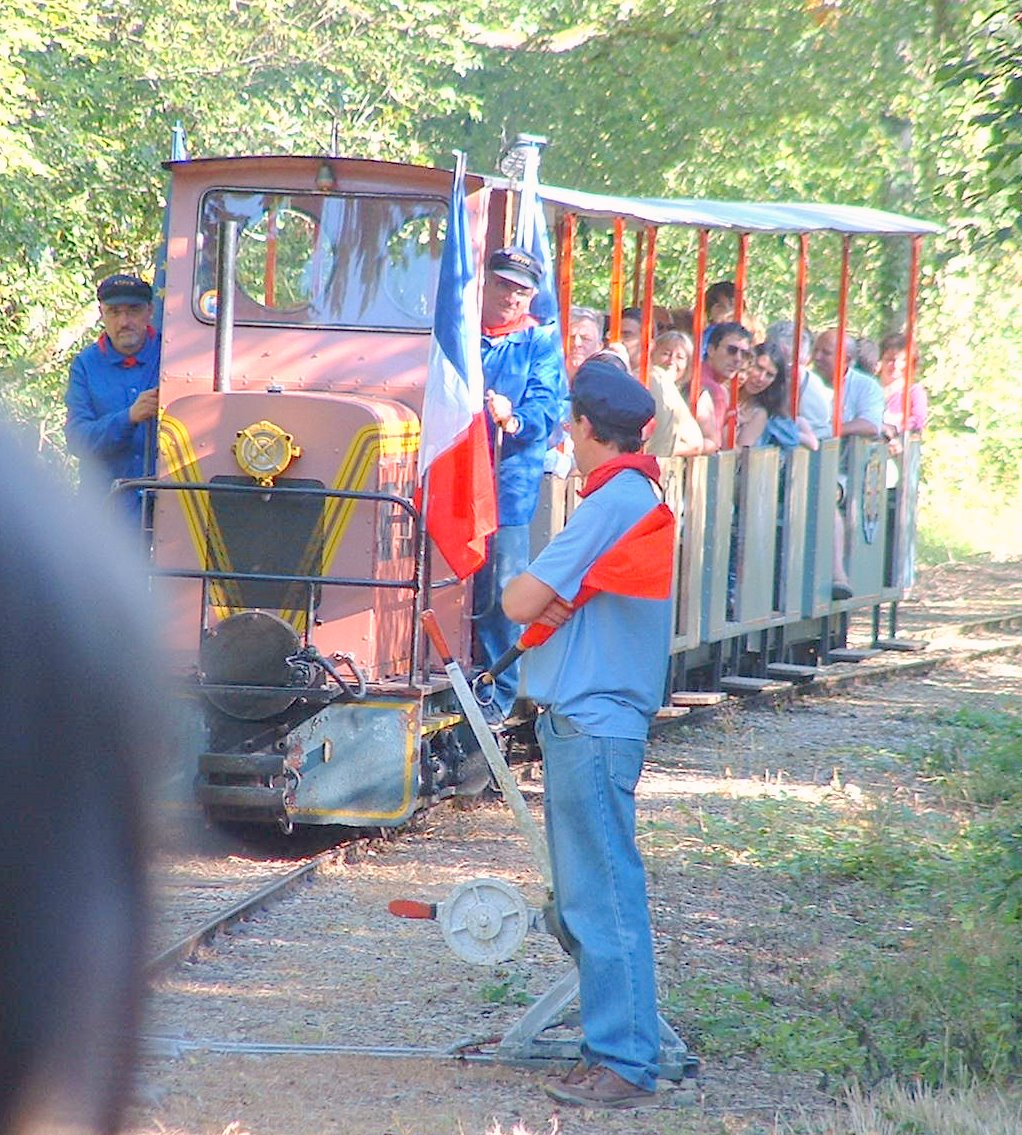
Le p'tit train

Depuis 1987, l'action de l'Association Train Petite Vitesse de Massangis perpétue la tradition ferroviaire de la vallée du Serein. Installée dans l'ancienne gare de Massangis, sur les traces du tacot elle propose Le P'tit train de l'Yonne un parcours loisir de cinq kilomètres (aller retour) sur les 2,5 km de sa voie étroite à l'écartement de 60 cm.